# Fågelfors
Fågelfors – miejscowość (tätort) w Szwecji, w regionie administracyjnym (län) Kalmar, w gminie Högsby.
Według danych Szwedzkiego Urzędu Statystycznego liczba ludności wyniosła: 437 (31 grudnia 2015), 447 (31 grudnia 2018) i 436 (31 grudnia 2019).